# Samorząd Regionu Lew ha-Szaron
Samorząd Regionu Lew ha-Szaron (hebr. מועצה אזורית לב השרון) – samorząd regionu położony w Dystrykcie Centralnym, w Izraelu.
Samorządowi podlegają tereny w obszarze aglomeracji miejskiej Tel Awiwu.

## Osiedla
Samorządowi podlega 16 moszawów i 3 wioski. Na terenach o powierzchni 50 km² mieszka około 8900 ludzi.

### Moszawy
| - Azri’el - Bene Deror - En Sarid - En Wered - Ge’ulim - Cherut - Kefar Hess - Kefar Jabec | - Miszmeret - Niccane Oz - Nordijja - Porat - Sza’ar Efrajim - Tenuwot - Cur Mosze - Januw |

### Wioski
| - Gannot Hadar - Kefar Awoda | - Je’af |